# Solingen
Solingen is een kreisfreie Stadt in de Duitse deelstaat Noordrijn-Westfalen. De stad telt 159.193 inwoners (31 december 2020) op een oppervlakte van 89,54 km². Op 31 december 2020 had 17,74% van de inwoners een niet-Duits staatsburgerschap (28.240 niet-Duitsers) en hadden 275 inwoners het Nederlandse staatsburgerschap.
Solingen ligt ten noorden van Keulen en ten zuiden van het Ruhrgebied aan de Wupper. Solingen werd in 1929 een grootstad (meer dan 100.000 inwoners) na de fusie met Gräfrath, Höhscheid, Ohligs en Wald.

## Geschiedenis
De plaats werd voor het eerst vermeld in 1067. In 1374 kreeg Solingen stadsrecht. De stad was actief binnen de Hanze.
In november 1944 tijdens de Tweede Wereldoorlog, werd de middeleeuwse oude binnenstad van Solingen volledig verwoest door luchtaanvallen.
In 1993 vond in Solingen een aanslag plaats op het huis van een Turkse familie. Bij deze brandstichting kwamen vijf mensen om het leven en raakten veertien mensen gewond. De aanslag wekte grote verontwaardiging in Duitsland en daarbuiten.
In 2024 vond er opnieuw een aanslag plaats. Hierbij kwamen drie mensen om het leven en raakten acht mensen gewond. De aanslag werd opgeëist door Islamitische Staat.

## Economie
Solingen staat bekend vanwege de metaalindustrie, vooral kleinmetaal zoals messen, pincetten en scharen.
Soling huist ook het Zentrum für verfolgte Künste, een betrekkelijk nieuw museum dat wordt omschreven als 'uniek in haar soort'.

## Sport
In 1954 werden in Solingen de Wereldkampioenschappen wielrennen georganiseerd.

## Vervoer
Stadtwerke Solingen (SWS) exploiteert zes trolley- en vijftien dieselbuslijnen.

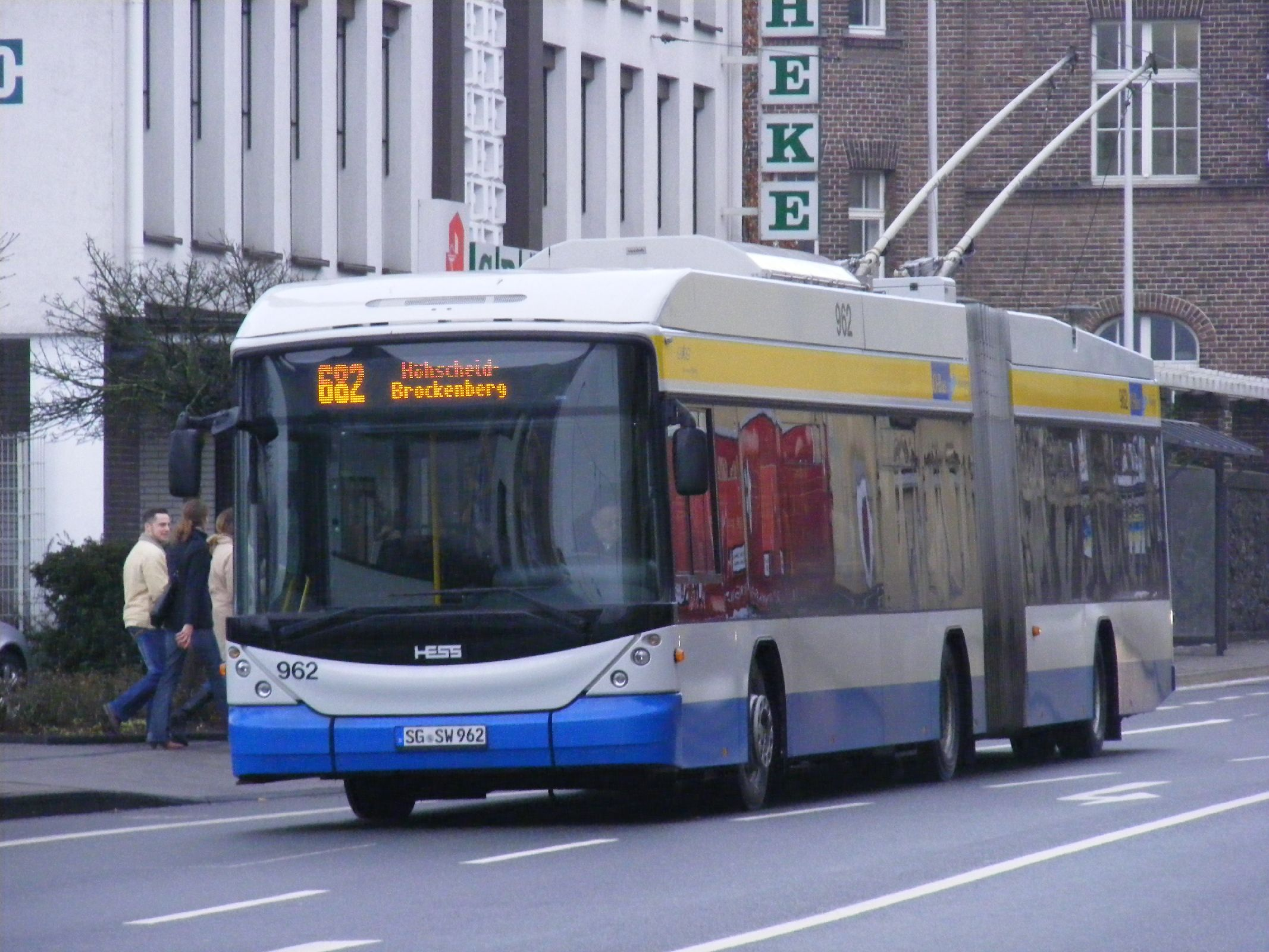
Trolleybus in Solingen (2010)

## Zustersteden
| - - Gouda, Nederland - - Złotoryja, Polen - - Chalon-sur-Saône, Frankrijk - - Blyth, Groot-Brittannië | - - Jinotega, Nicaragua - - Ness Ziona, Israël - - Thiès, Senegal - - Aue, Duitsland |

## Geboren in Solingen
- Johann Wilhelm Meigen (1764-1845), entomoloog
- Albert Bierstadt (1830-1902), Duits-Amerikaanse kunstschilder
- Arthur Moeller van den Bruck (1876-1925), cultuurhistoricus en schrijver
- Adolf Eichmann (1906-1962), oorlogsmisdadiger
- Walter Scheel (1919-2016), bondspresident van Duitsland (1974-1979)
- Pina Bausch (1940-2009), danseres, choreografe, danspedagoge en artistiek directeur
- Sigrid Combüchen (1942), Zweeds schrijfster
- Ulay (1943-2020), beeldend kunstenaar en performer
- Fahriye Evcen (1986), Turks actrice
- Kevin Kampl (1990), Sloveens voetballer
- Christoph Kramer (1991), voetballer
- Tuğrul Erat (1992), Azerbeidzjaans voetballer

## Galerij

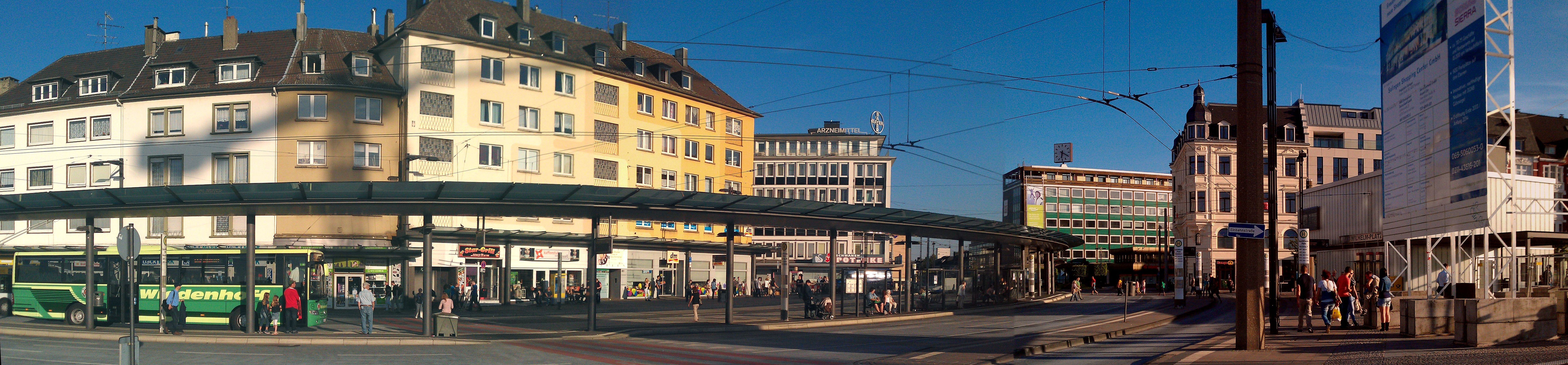
Graf Wilhelmplatz
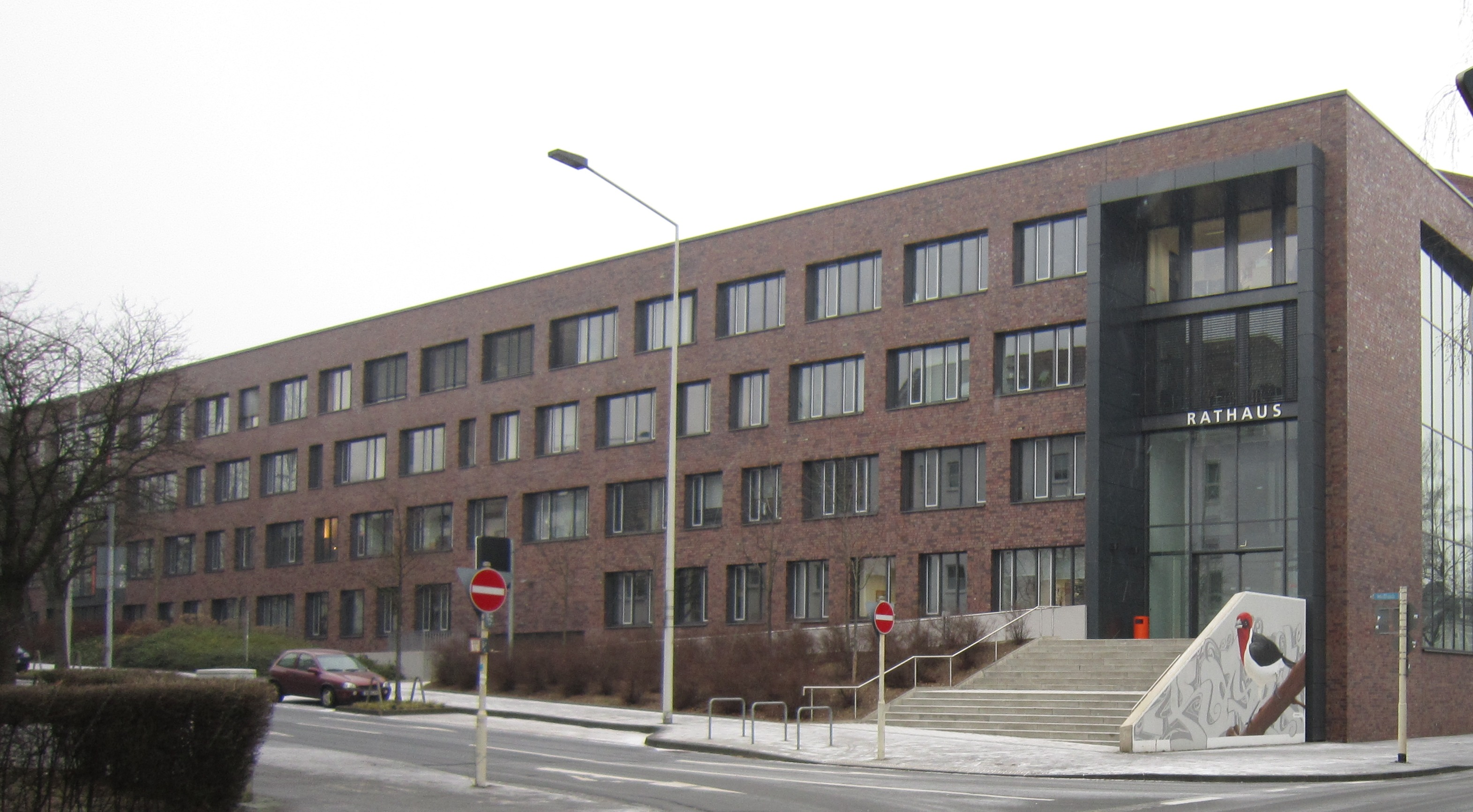
Gemeentehuis van Solingen
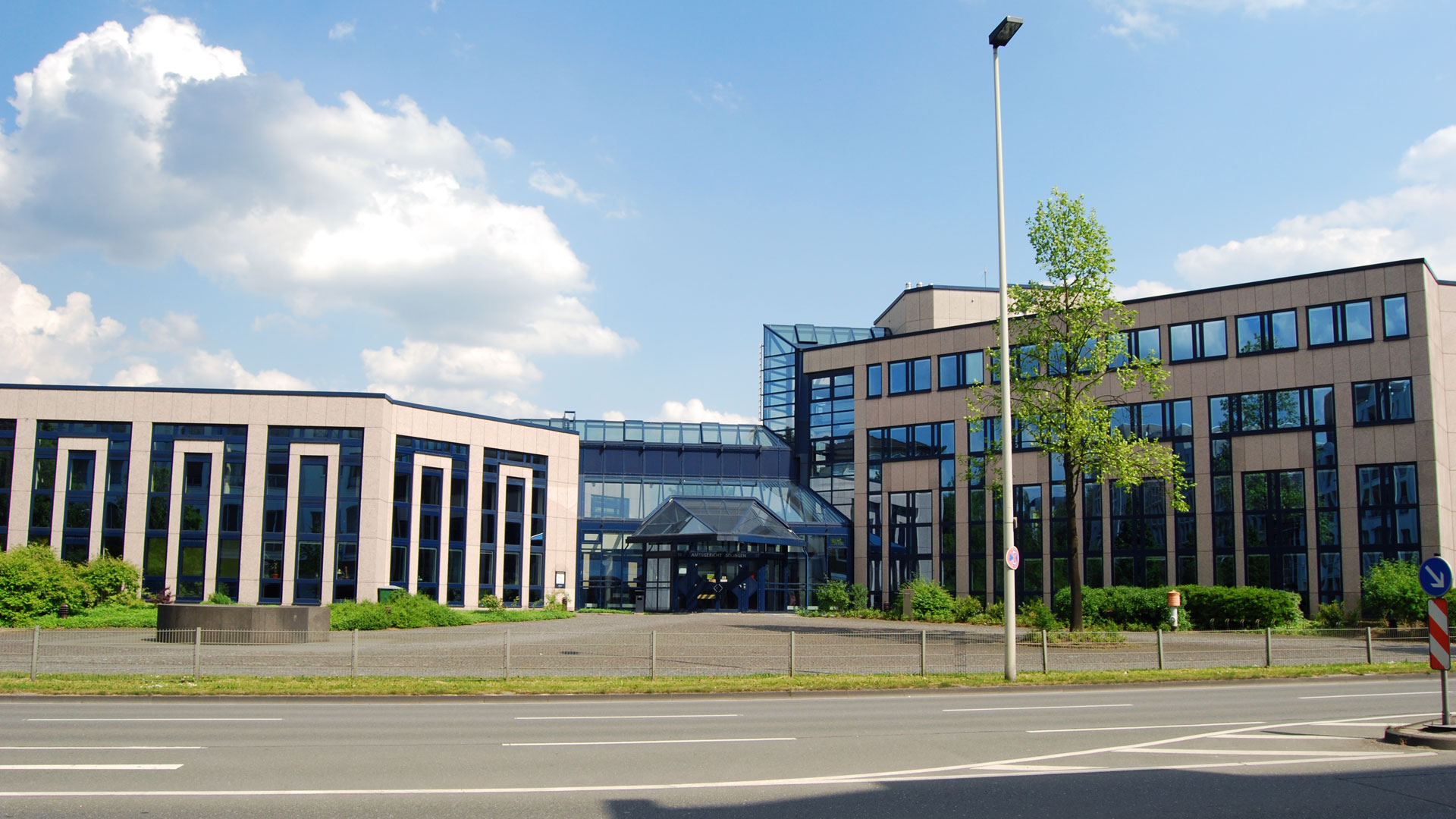
Gerechtsgebouw
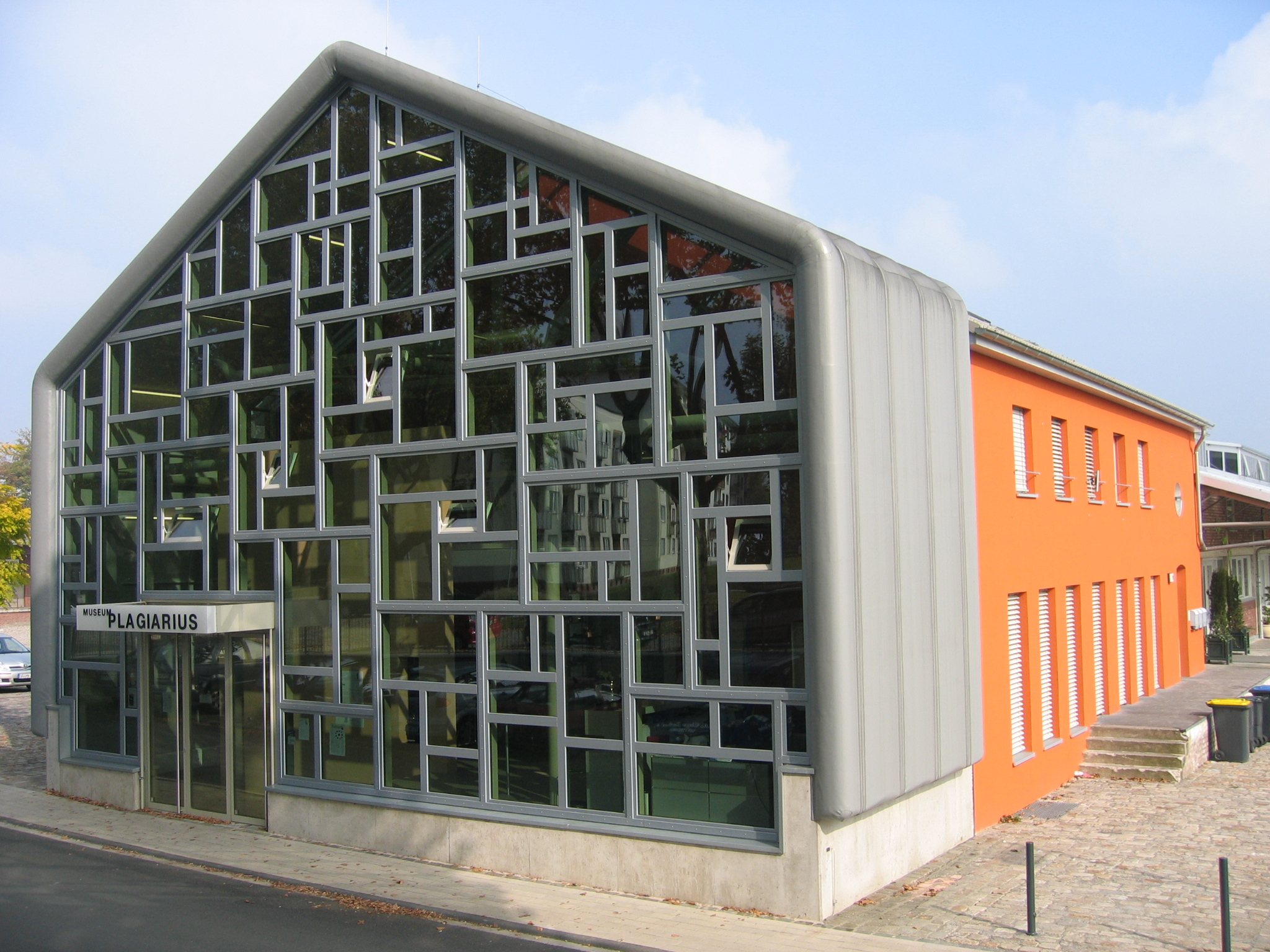
Museum Plagiarius (gewijd aan Imitatieproducten)
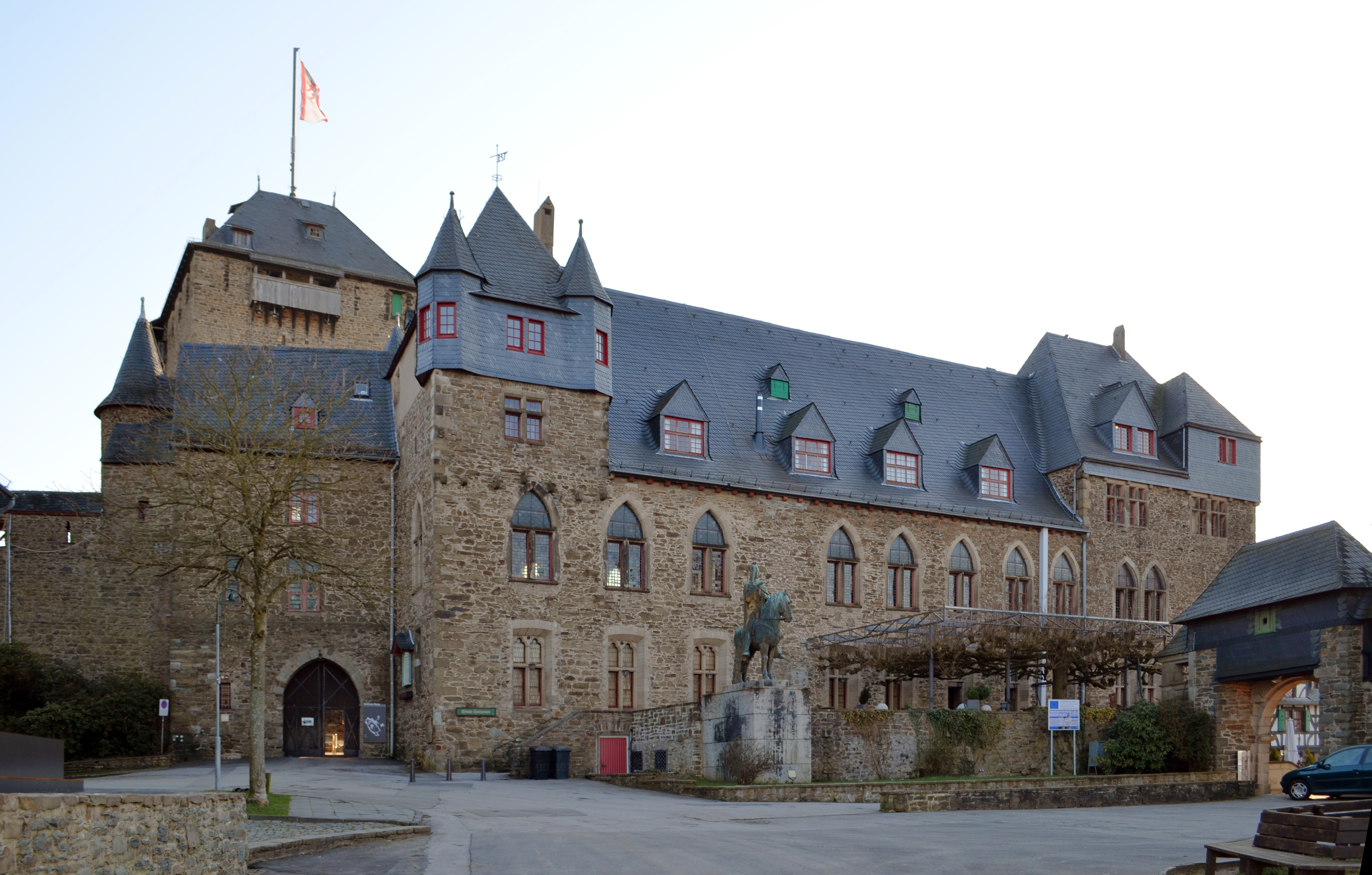
Schloss Burg an der Wupper in de gemeente Solingen